# Кунгефен
Кунгефен (нім. Kuhnhöfen) — громада в Німеччині, розташована в землі Рейнланд-Пфальц. Входить до складу району Вестервальд. Складова частина об'єднання громад Вальмерод.
Площа — 1,68 км2. Населення становить 166 ос. (станом на 31 грудня 2020).

## Галерея

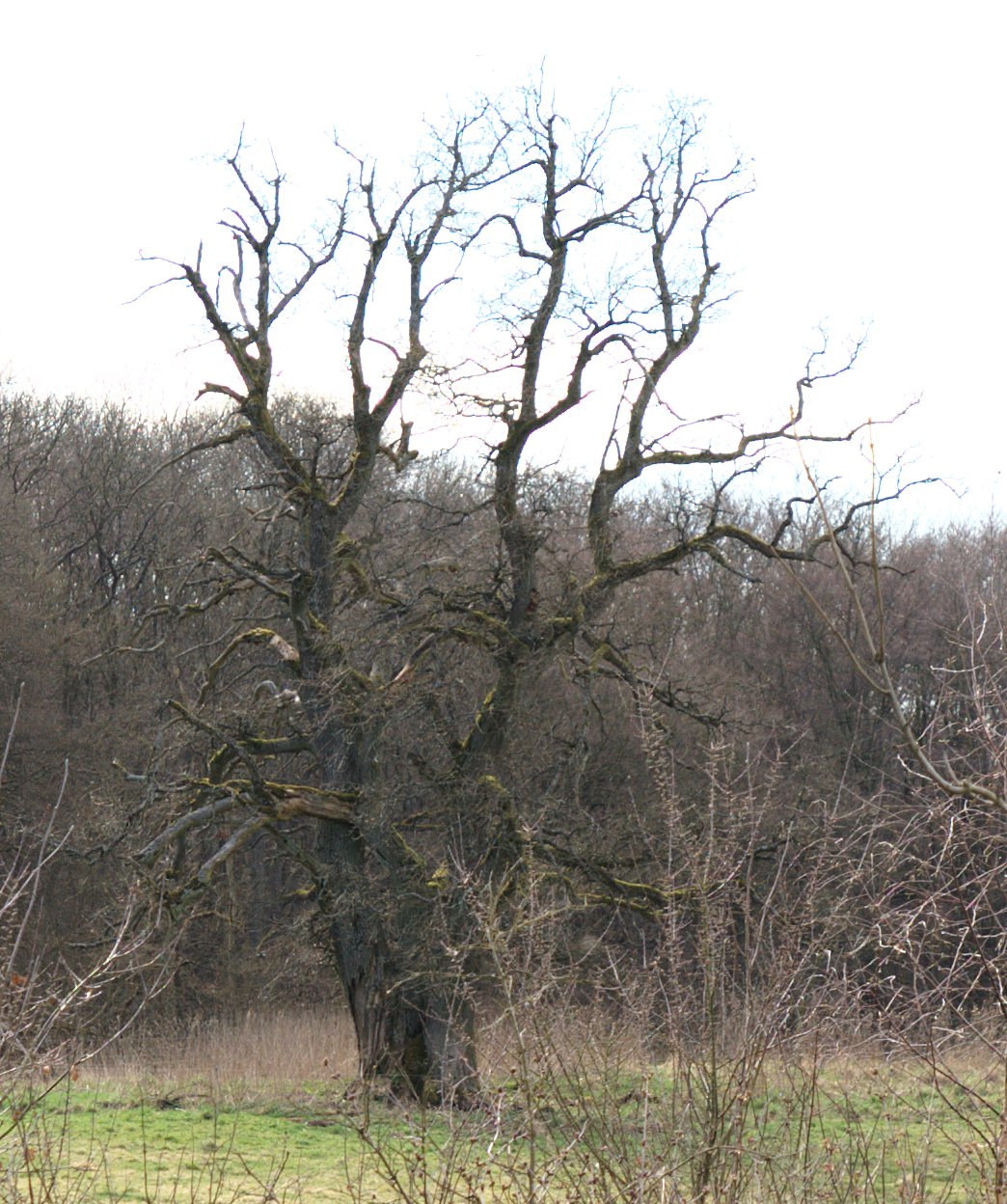